# Sint-Michaëlkerk (Aken-Burtscheid)
De Sint-Michaëlkerk (Duits: St. Michaelkirche) is een katholieke parochiekerk in het Duitse Burtscheid (tegenwoordig Aken-Burtscheid).

## Geschiedenis
De bouw van een drieschepige, romaanse kerk met vier traveeën en een forse westelijke toren volgde tussen 1215 en 1230. De kerk mat ongeveer 28,70 meter in de lengte en 14,35 meter in de breedte. In het jaar 1252 volgde de door de Keulse aartsbisschop Koenraad van Hochstaden toewijzing van de parochiekerk aan de abdij van Burtscheid als vergoeding voor de geleden oorlogsschade. Tegen 1352 werd de romaanse kerk met een nieuw gotisch koor vergroot. In 1504 kreeg de kerk twee klokken, de Michaëlklok en de Sebastiaanklok, beide gegoten door Peter I van Trier. De klokken werden in 1942 gevorderd, maar niet omgesmolten en in 1956 weer in de toren opgehangen. In 1625 volgde de renovatie van het bouwvallig geworden kerkgebouw.

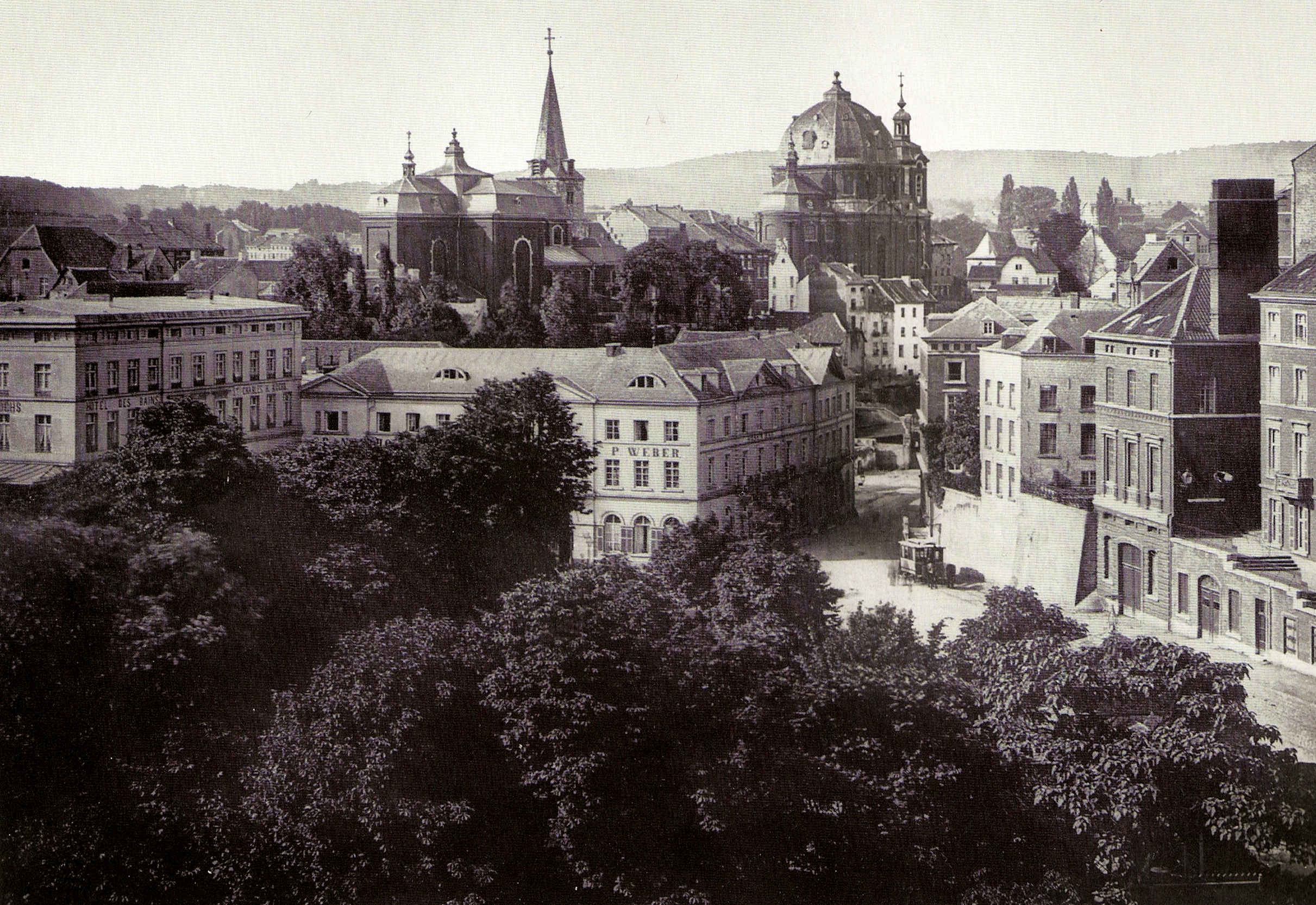
De Sint-Michaëlkerk (links) met de oude toren, rechts de Sint-Johanneskerk

De bouw van een nieuwe kerk vond in het midden van de 18e eeuw plaats naar het ontwerp van Johann Joseph Couven. Alvorens de nieuwe kerk werd gebouwd, werd de oude kerk in 1748 tot op de toren gesloopt. De kerk werd door de gebroeders Franz en Paul Klausener als een barokke, drieschepige pijlerbasiliek gebouwd. Aan beide kanten van het koor kreeg de kerk een sacristie, vanwaaruit men door twee achter het hoogaltaar gelegen deuren het koor kon betreden. Het ontwerp werd vanwege het kostenaspect niet geheel volgens het oorspronkelijke plan uitgevoerd. De vereenvoudigde uitvoering betrof de westelijke kant van de kerk, waar in afwijking van het Couven's ontwerp een eenvoudige, met dakpannen afgedekte ingangshal werd geplaatst dat ernstige afbreuk deed aan de architectuur van het gebouw. Deze simpele voorhal bleef ongeveer een eeuw staan en werd in 1862 door een neobarokke voorhal vervangen.
In de jaren 1891-1900 werd naar het ontwerp van de Akense architect Peter Friedrich Peters de kerk vergroot. De middeleeuwse toren werd nu tot op de fundamenten afgebroken en de kerk met twee traveeën naar het westen toe verlengd. Het portaal uit 1862 werd in een nieuw te bouwen toren geïntegreerd. Op 21 juli 1900 vond de plechtige consecratie door aartsbisschop Simar uit Keulen plaats. In 1901 werd de sacristie vergroot met een rond het koor gevoerde bouw met mansardedak.

## Tweede Wereldoorlog
De Tweede Wereldoorlog bracht aanzienlijke schade aan het kerkgebouw. Bij een bombardement in de nacht naar 6 oktober 1942 werd de kerk door een luchtmijn getroffen. Het dak en de ramen raakten zwaar beschadigd. Op 14 juli 1943 brandde bij een volgende luchtaanval van Britse bommenwerpers het dak, de houten koepel van de viering en de torenspits af. Het instortende dak sloeg delen van het barokke kruisgewelf in het kerkschip kapot. Bij het zware bombardement van 11 april 1944 ontstond nog meer ernstige schade. Het grootste deel van het barokke kerkmeubilair ging door brand verloren.

## Herbouw
Na een provisorisch herstel van de oorlogsschade onder leiding van Peter Salm kon vanaf 13 november 1949 de kerk weer in gebruik worden genomen.
Het herstel van de kerk werd fasegewijs ter hand genomen. In de late herfst van 1949 werd de eerste restauratiefase afgerond. Het interieur was van puin ontdaan en een vlak dak met dakpannen verving de mansardedaken met leidekking. Ook het herstel van de gewelven van de zijschepen behoorde tot deze eerste fase. In 1952 werd de kerk binnen overeenkomstig de oude situatie weer gestuct. De maatregelen hadden tot doel om de 18e-eeuwse sfeer in de kerk te herstellen.
De gewelven van het middenschip werden in 1958 gereconstrueerd. Hiermee kwam een voorlopig einde aan de wederopbouw. De vernieuwing van het stucwerk in het koor, de viering en het kerkschip werd minder sterk geprofileerd uitgevoerd. De kerk kreeg in 1964 nieuwe glas-in-loodramen. In plaats van de tweekleurige marmeren platen van 1898 werden op de vloer tegels van blauwsteen gelegd. Tussen 1972 en 1973 kreeg de kerktoren een open lantaarn als bekroning. Eén jaar later kreeg de spits een windvaan in de vorm van een beeld van de aartsengel Michaël als afsluiting. Tussen 1979 en 1982 werden de mansardedaken van de kerk en de koepel gereconstrueerd. De restauratie van het interieur van de kerk volgde in 1985 en 1986 en met het aanbrengen van een barokke beschildering van het interieur werd de wederopbouw afgesloten.

## Orgel
Een hoogtepunt van de naoorlogse herbouw vormde de aanschaf van een nieuw orgel op een speciaal voor het orgel geconstrueerd balkon in 1999. De bouw van het Frans-symfonische orgel werd toevertrouwd aan de firma Josef Weimbs Orgelbau uit Hellenthal in de Eifel. Het instrument kent 38 registers op drie manualen en pedaal. De speel- en registertracturen zijn mechanisch.

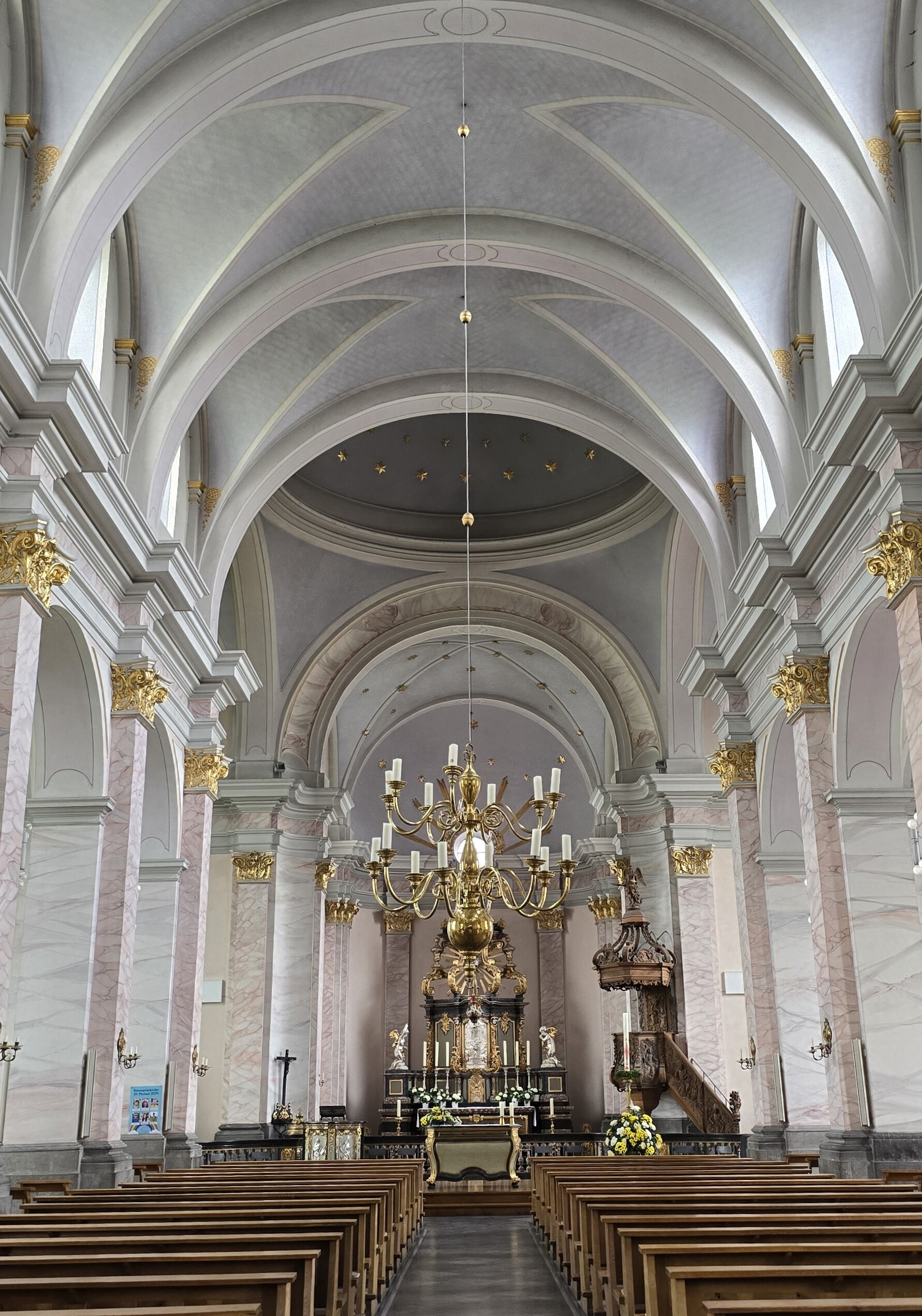
Gezicht naar het koor
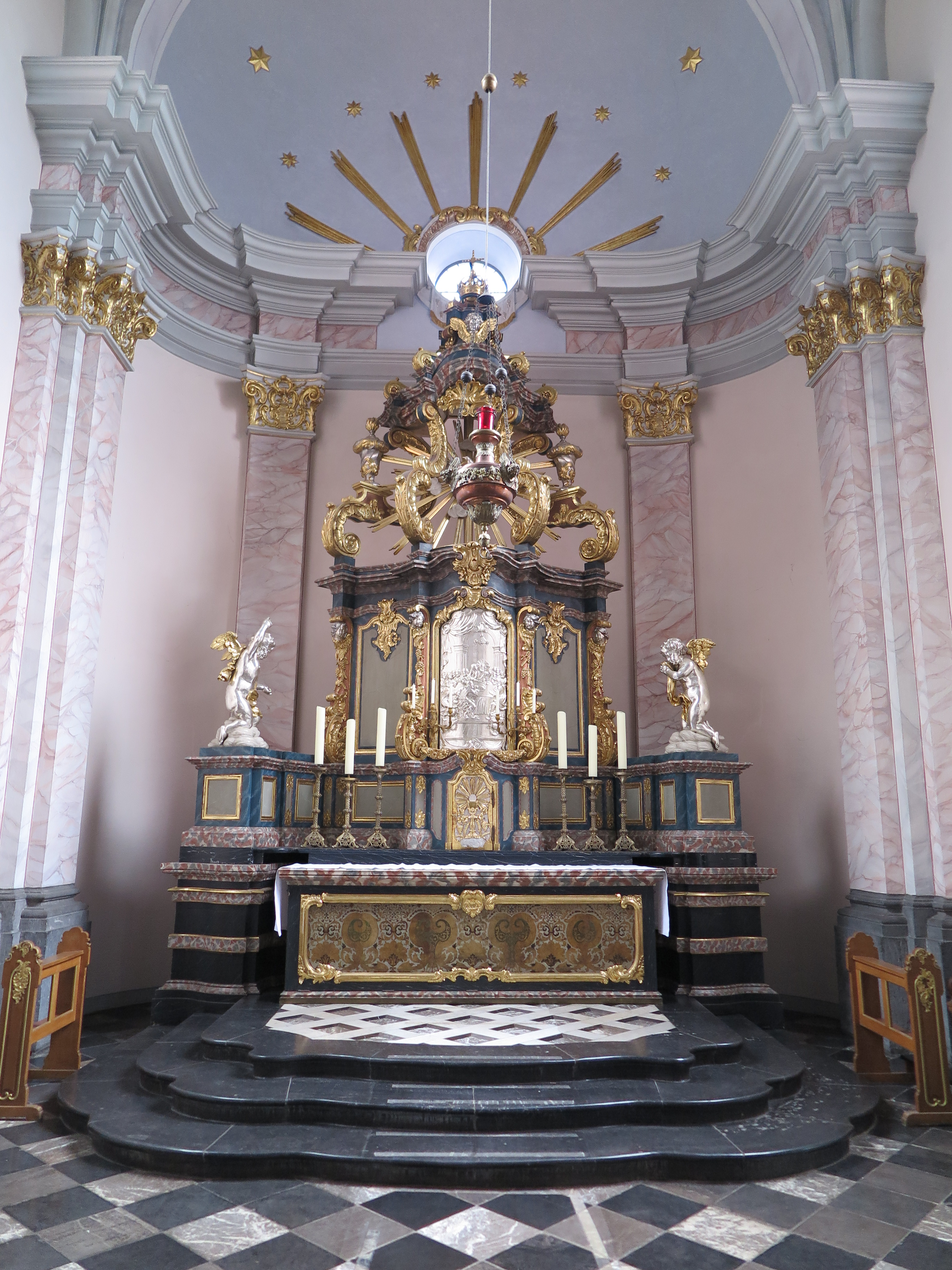
Hoogaltaar
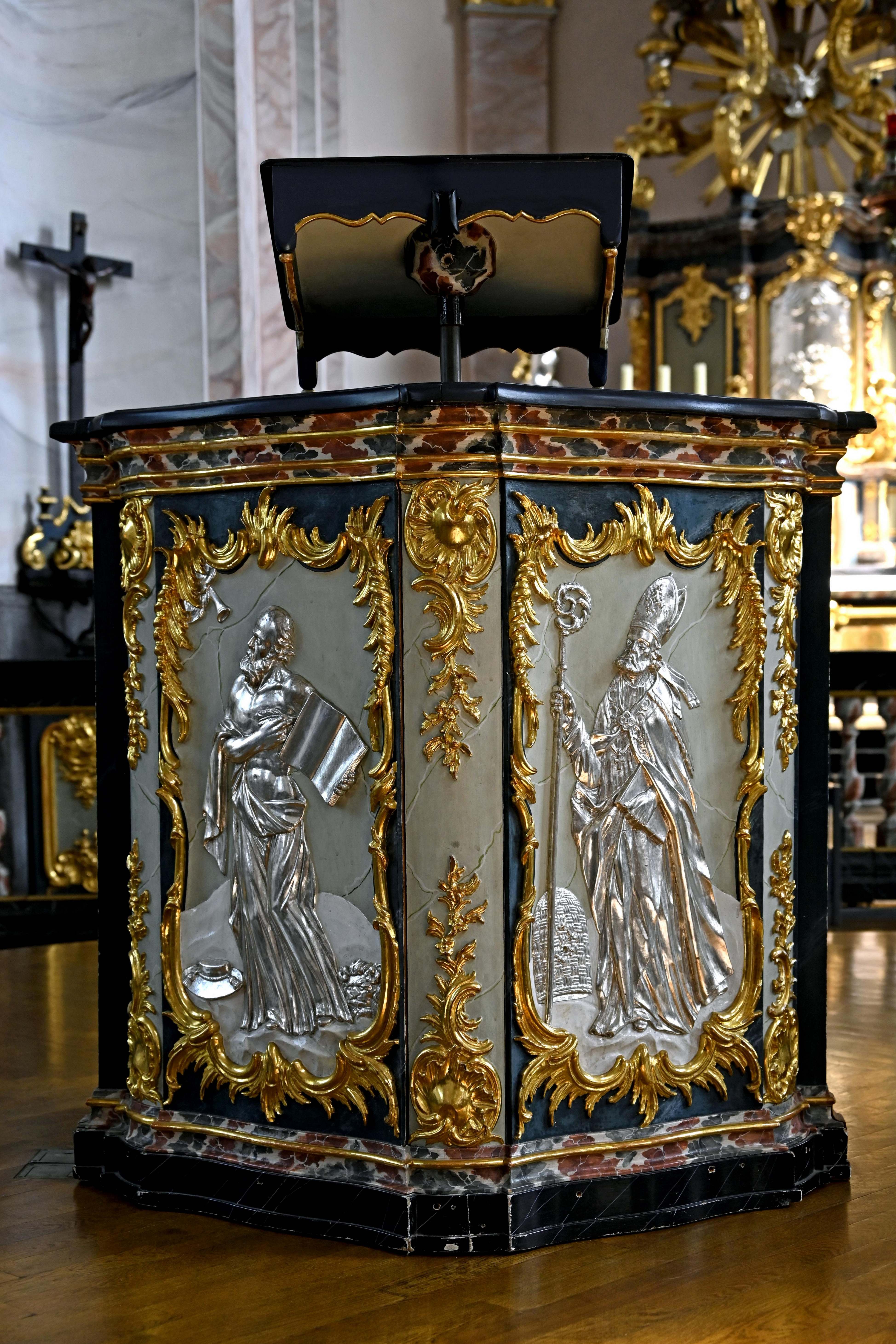
Lezenaar
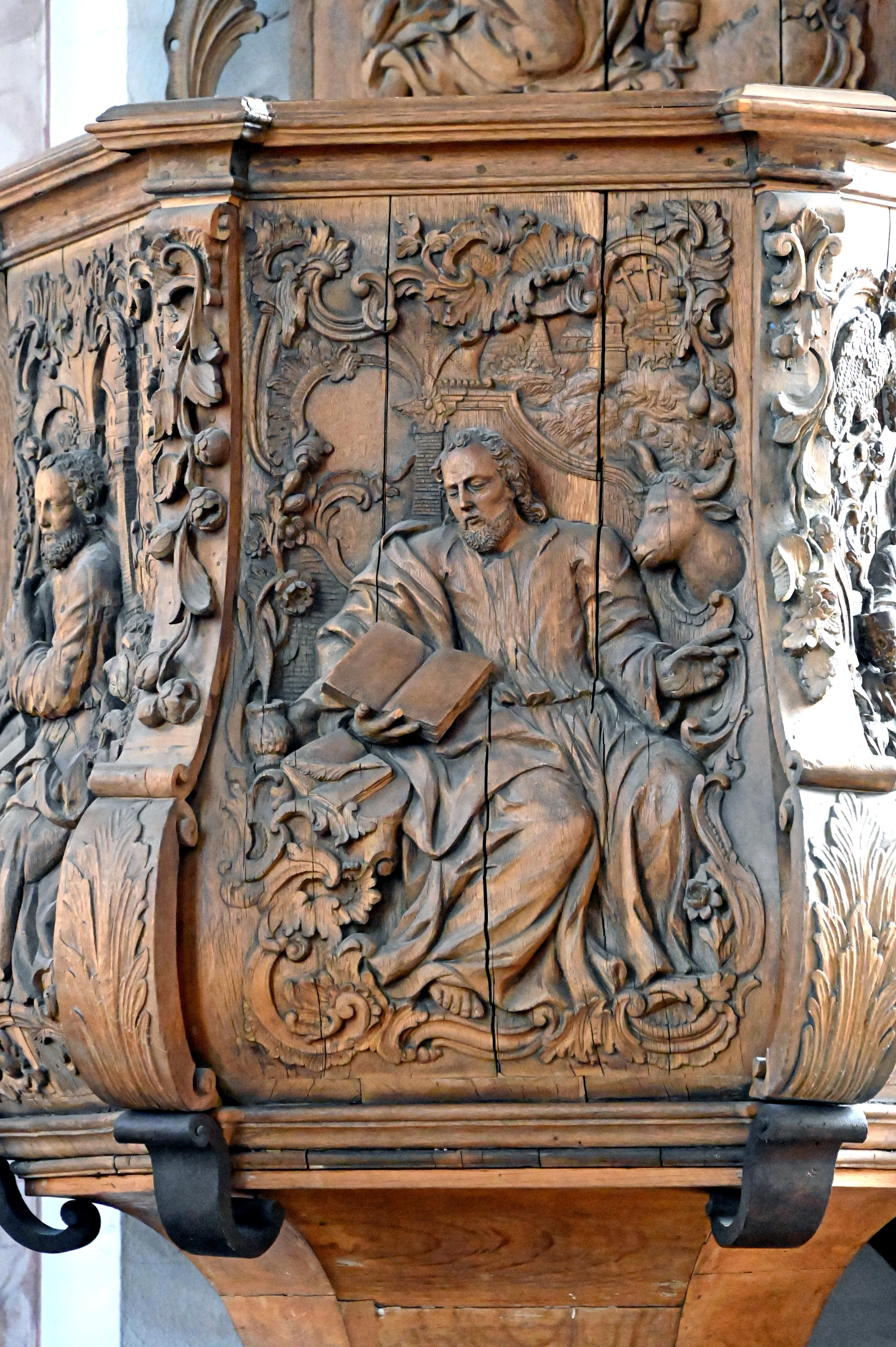
Detail preekstoel
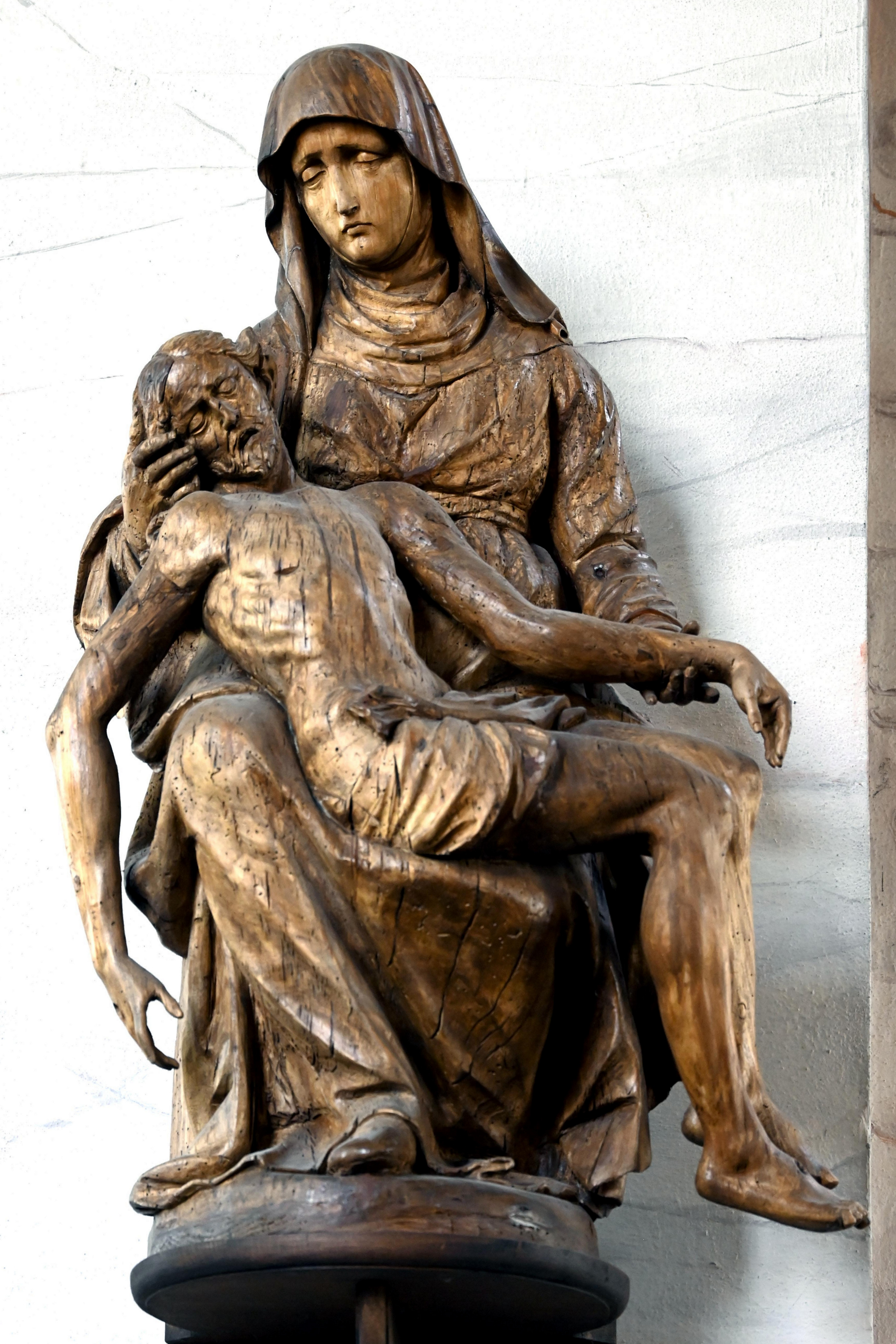
Piëta
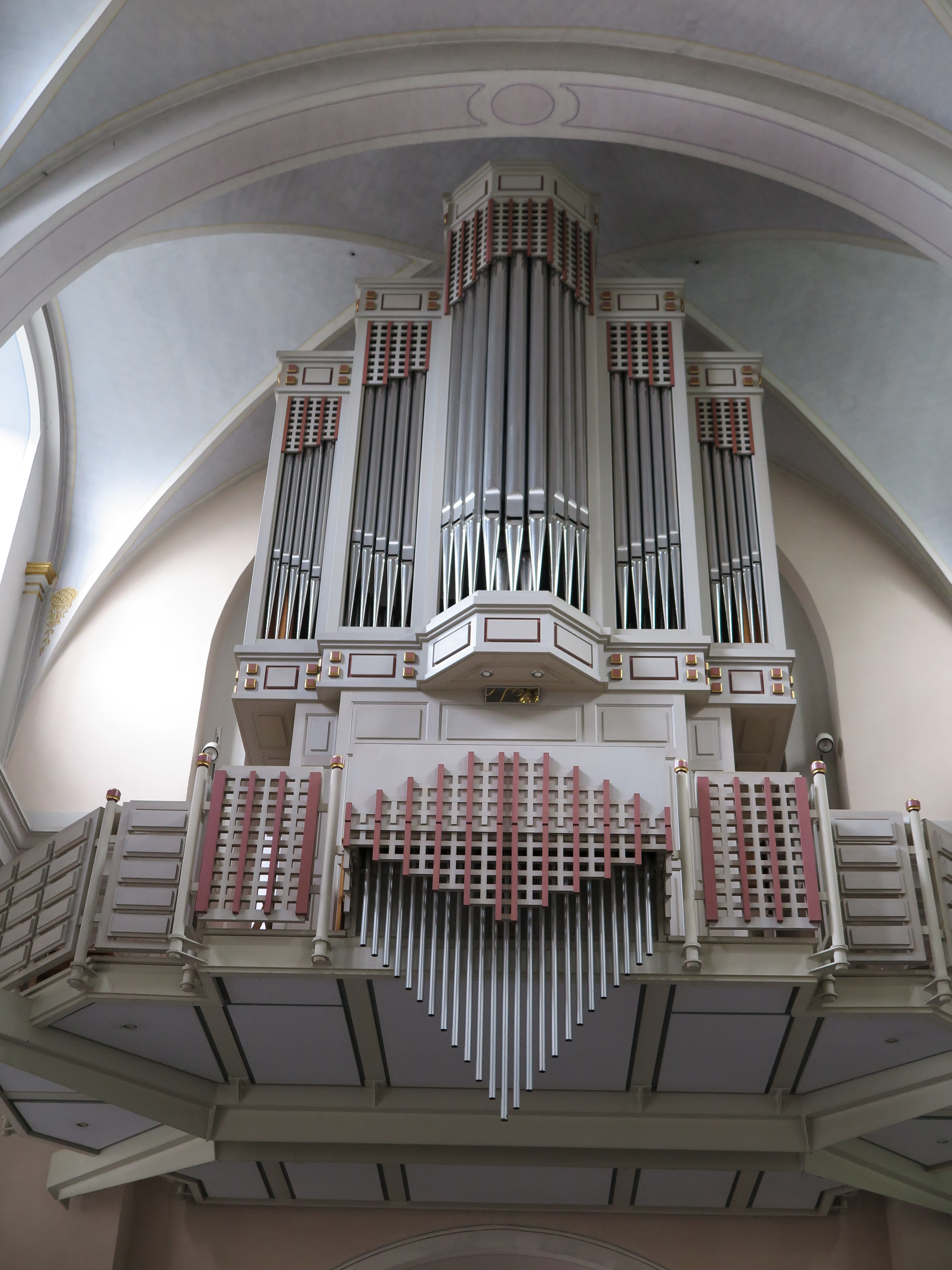
Orgel